# 赫坦普來斯和豪登 (英國國會選區)
赫坦普來斯和豪登（英語：Haltemprice and Howden），英國國會一郡選區，位於英格蘭約克郡-亨伯、約克郡東瑞丁的西南部，共八個地區選區。
自1997年創設至今的當區議員是保守黨的戴德偉。他2010年大選中以50.2%選票連任成功。2015年大選中，連任成功。